# Tomophyllum dissitum
Tomophyllum dissitum är en stensöteväxtart som beskrevs av Barbara S. Parris. Tomophyllum dissitum ingår i släktet Tomophyllum och familjen Polypodiaceae. Inga underarter finns listade.